# Bennett C. Riley
Bennett C. Riley (27 de novembro de 1787 em Condado de Saint Mary's - 6 de junho de 1853 em Buffalo) foi o sétimo e último governador militar do território da Califórnia, antes de tornar-se um estado. Ele também serviu como general no Exército dos Estados Unidos durante a Guerra Mexicano-Americana.